# Олбані (Австралія)
Олбані (англ. Albany) — місто в Західній Австралії.
Олбані розташований за 408 км на південний схід від Перта на крайньому заході Великої Австралійської затоки. Поблизу розташований хребет Стерлінг.
Населення — 25196 осіб (2006). Разом з містом до муніципалітету (Сіті-оф-Олбані) належать кілька поселень на узбережжі.

## Клімат
Місто знаходиться у зоні, котра характеризується середземноморським кліматом. Найтепліший місяць — лютий із середньою температурою 20 °C (68 °F). Найхолодніший місяць — липень, із середньою температурою 11.7 °С (53 °F).
| Клімат Олбані           | Клімат Олбані | Клімат Олбані | Клімат Олбані | Клімат Олбані | Клімат Олбані | Клімат Олбані | Клімат Олбані | Клімат Олбані | Клімат Олбані | Клімат Олбані | Клімат Олбані | Клімат Олбані | Клімат Олбані |
| Показник                | Січ.          | Лют.          | Бер.          | Квіт.         | Трав.         | Черв.         | Лип.          | Серп.         | Вер.          | Жовт.         | Лист.         | Груд.         | Рік           |
| Абсолютний максимум, °C | 45            | 43            | 40            | 38            | 32            | 25            | 22            | 23            | 27            | 33            | 38            | 41            | 45            |
| Середній максимум, °C   | 25            | 25            | 24            | 21            | 18            | 16            | 15            | 16            | 17            | 18            | 20            | 23            | 20            |
| Середня температура, °C | 19            | 20            | 18            | 16            | 14            | 12            | 11            | 11            | 12            | 13            | 15            | 18            | 15            |
| Середній мінімум, °C    | 13            | 14            | 13            | 11            | 10            | 8             | 7             | 7             | 7             | 8             | 10            | 12            | 10            |
| Абсолютний мінімум, °C  | 5             | 5             | 4             | 3             | 1             | 0             | 0             | 1             | 0             | 1             | 2             | 3             | 0             |
| Норма опадів, мм        | 20            | 20            | 20            | 60            | 100           | 100           | 120           | 100           | 80            | 70            | 40            | 20            | 800           |
| ----------------------- | ------------- | ------------- | ------------- | ------------- | ------------- | ------------- | ------------- | ------------- | ------------- | ------------- | ------------- | ------------- | ------------- |
| Джерело: Weatherbase    |               |               |               |               |               |               |               |               |               |               |               |               |               |

## Галерея

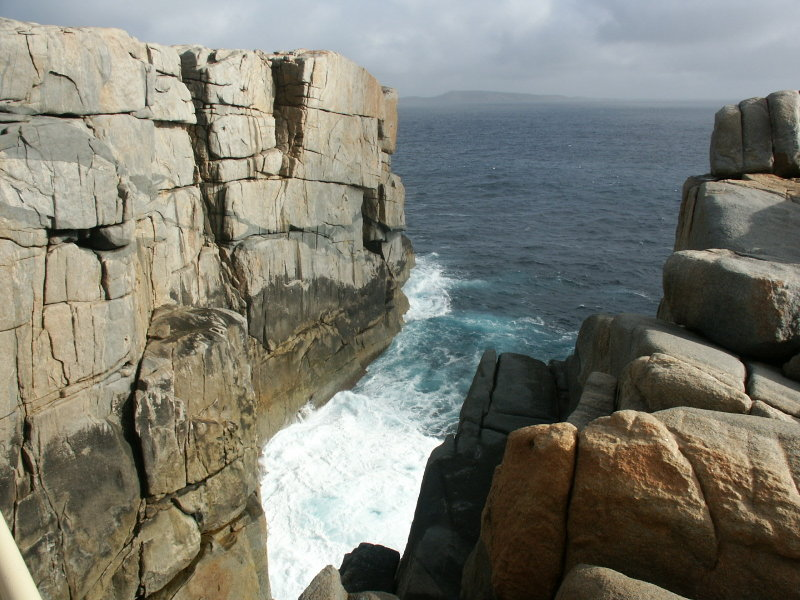
Краєвид на Олбані-Геп, Західна Австралія
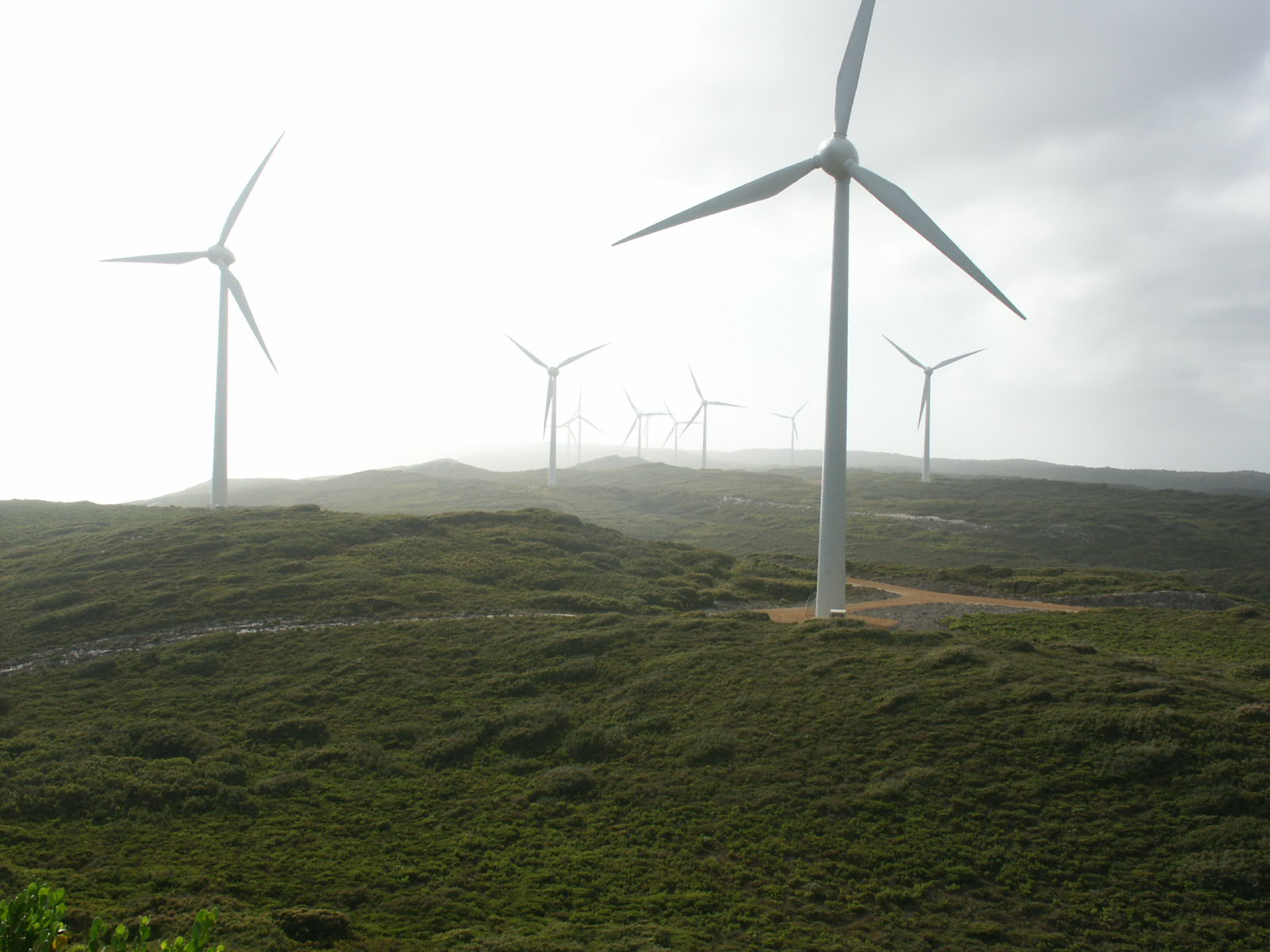
Вітряна електростанція у місті
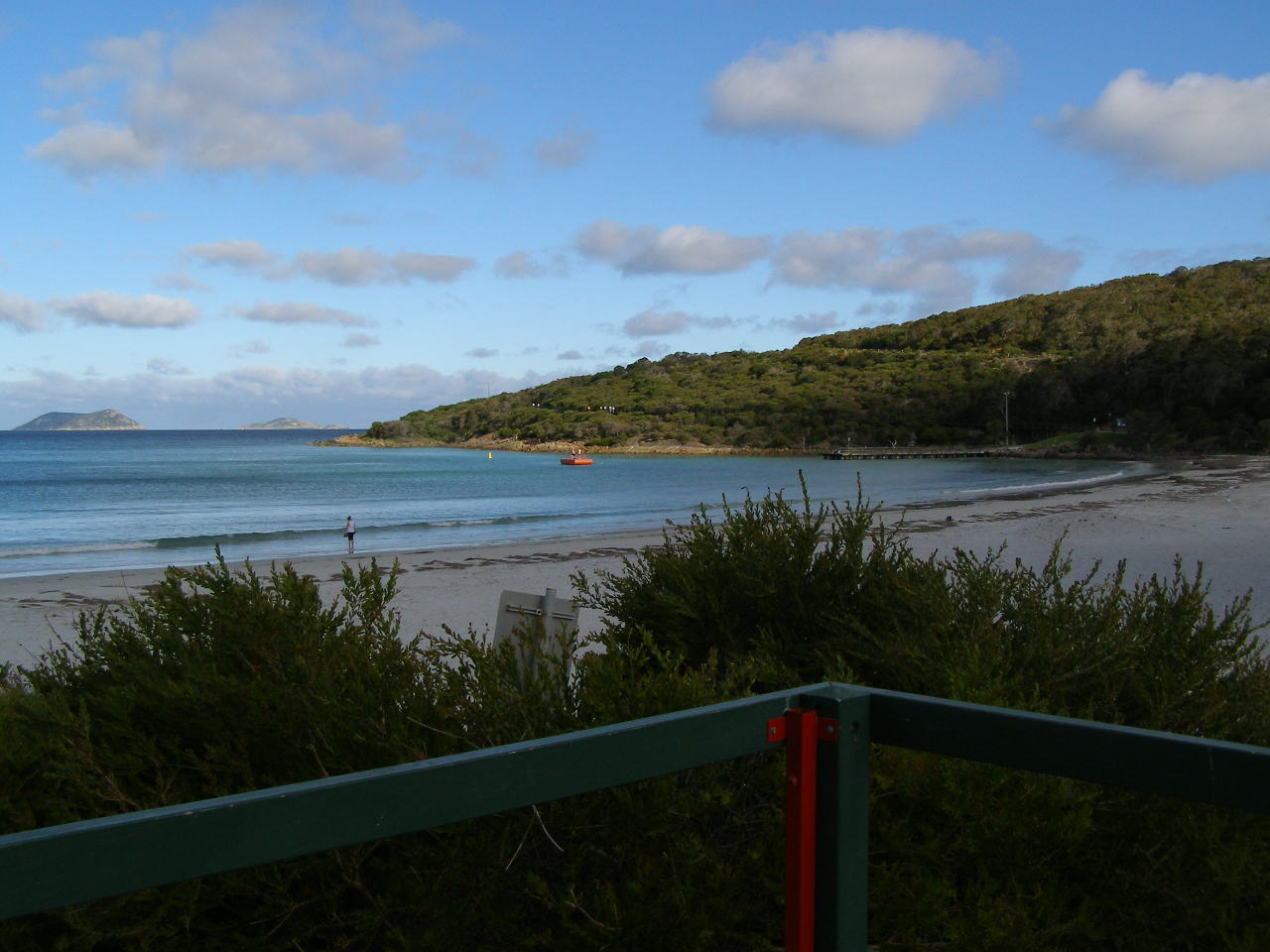
Пляж Міддлтон
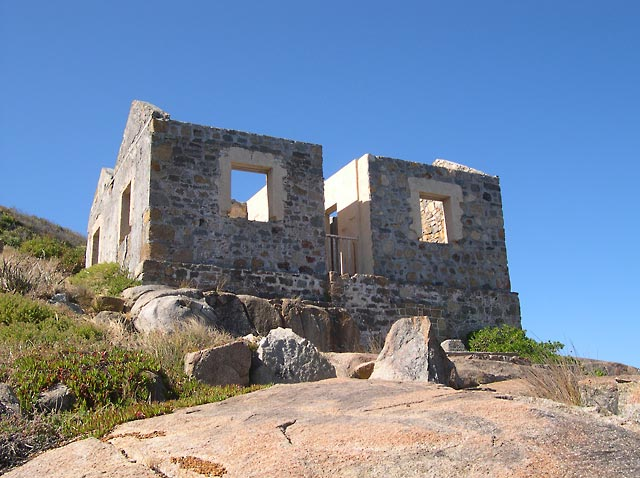
Руїни старих фортець
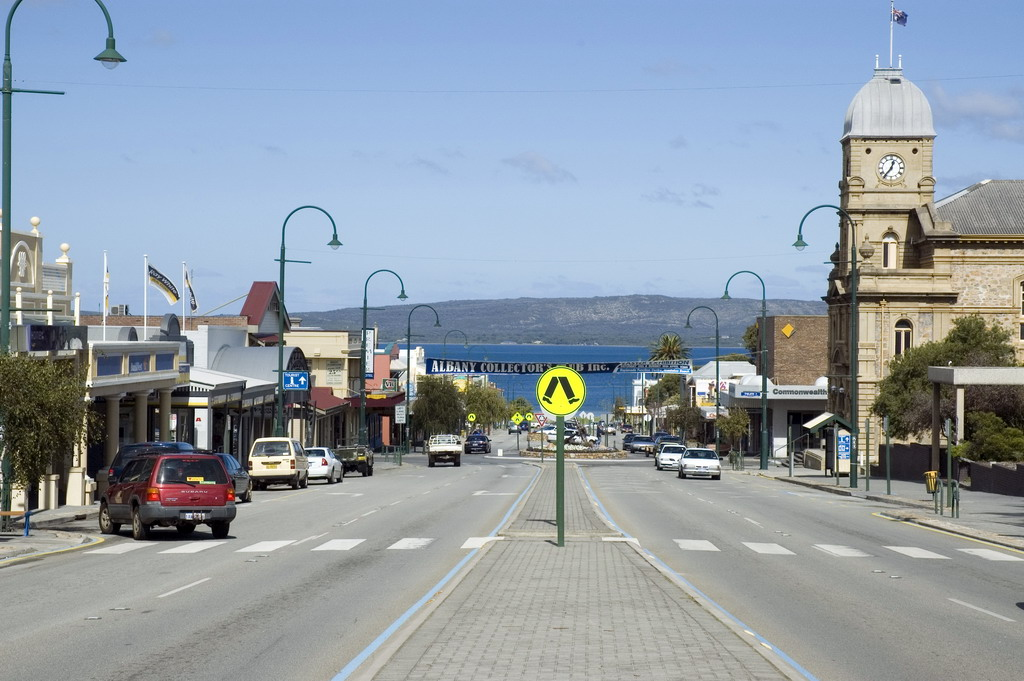
Йоркська вулиця
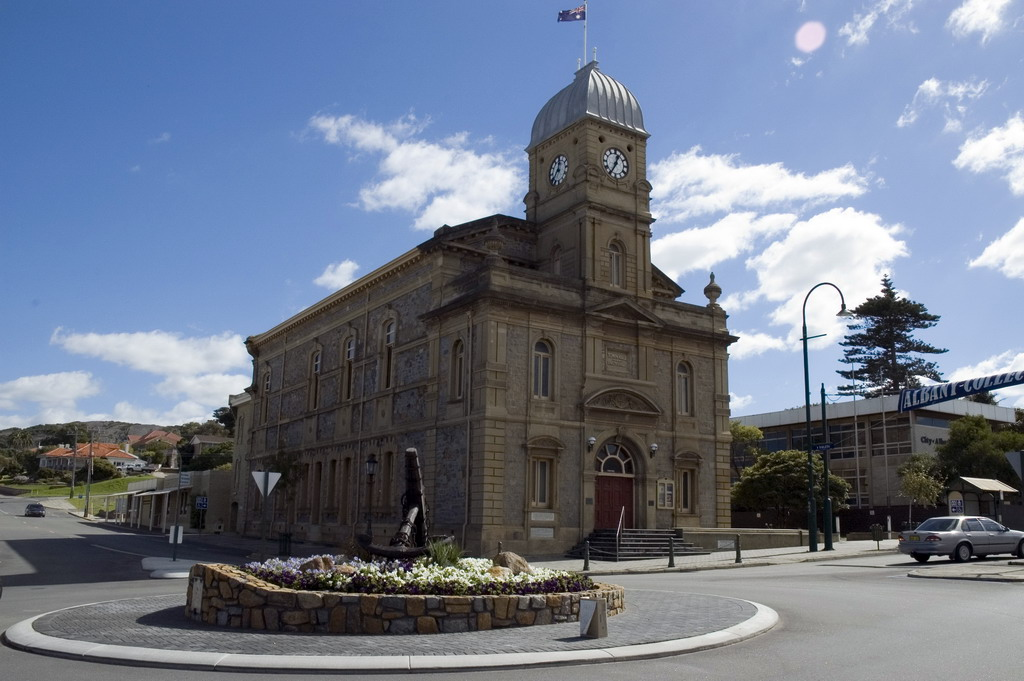
Шотландська Об'єднавча Церква
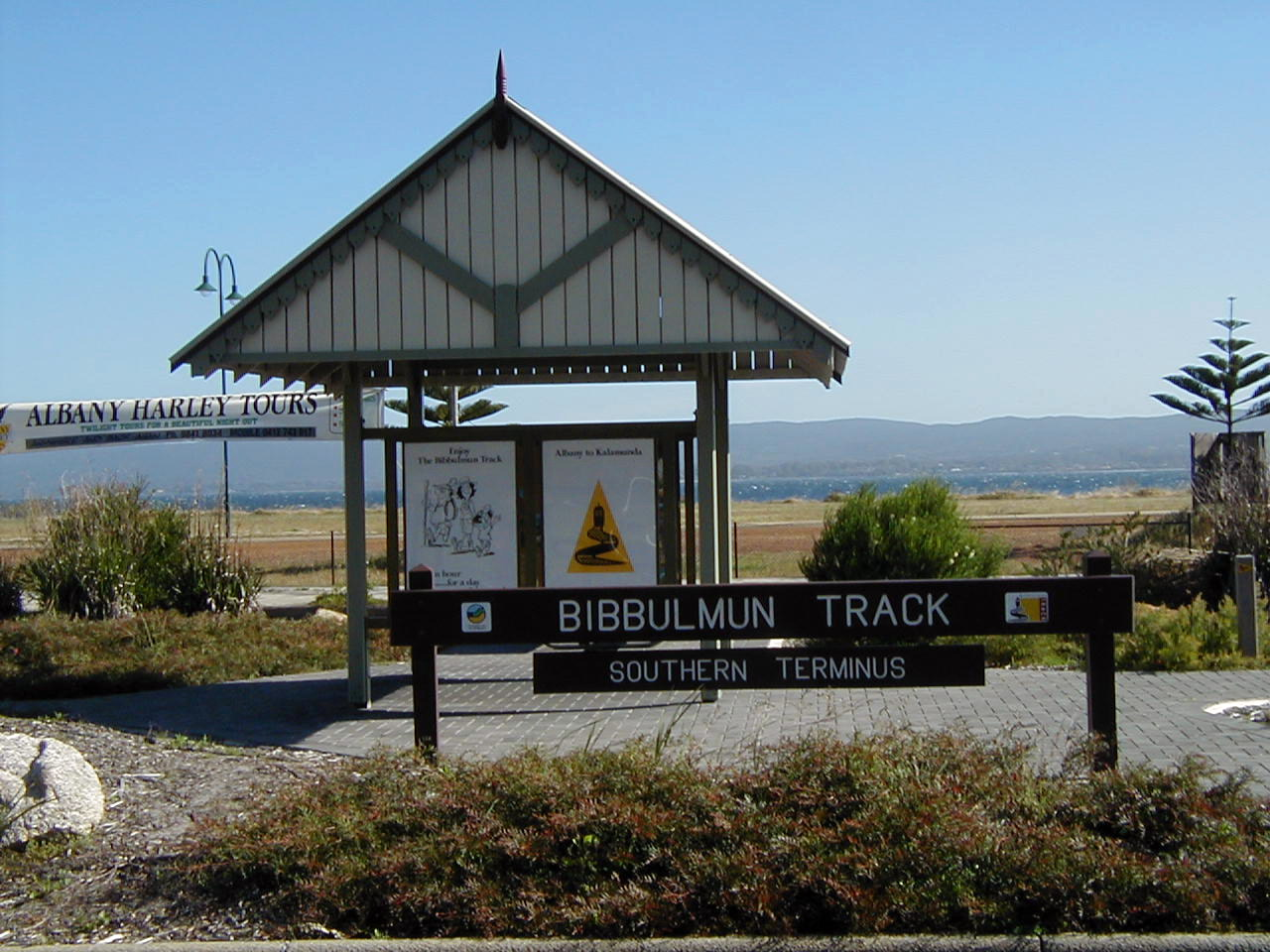
Південна кінцева станція траси Біббулмун
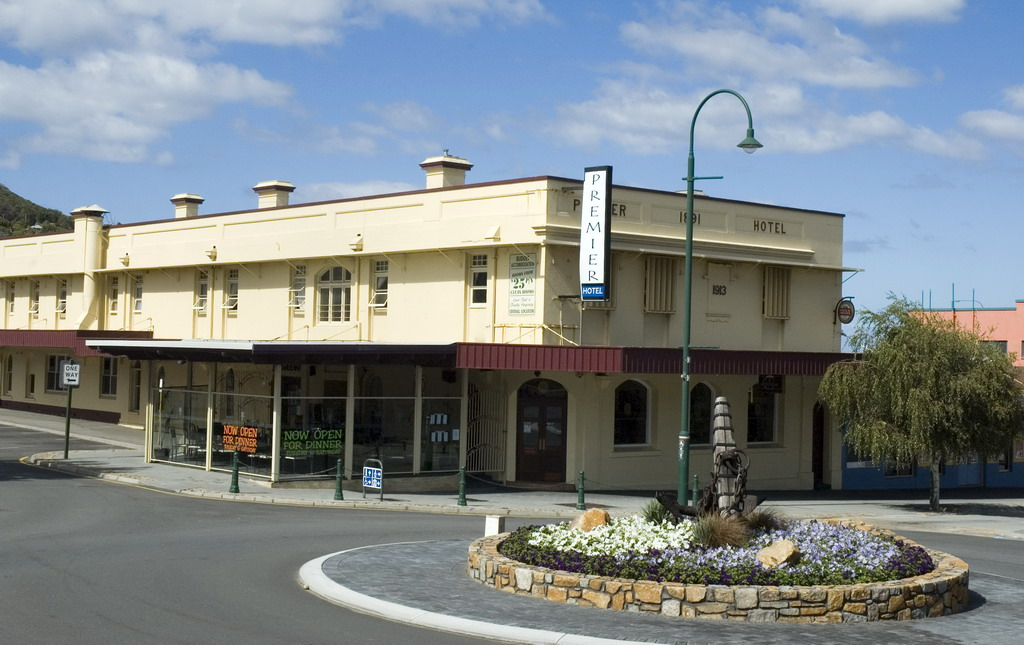
Готель «Прем'єр»